# Kalot
En kalot er en slags tætsiddende hovedbeklædning, der kun dækker issen. Kalotter fæstnes ofte med en hårnål eller lignende.

## Religiøs brug
Den nok mest kendte form for kalot er den kippa eller keppish, som bæres af jødiske mænd, men fx katolske gejstlige bærer traditionelt også en kalot (kaldet pileus eller zucchetto).

## Andre betydninger
Kalot anvendes også om isdækket på jordens polarområder, der omtales som Syd- og Nordkalotten. Ordet er oprindelig en diminutivform af det franske cale eller écale, som igen er lånt fra germansk. Ordet betyder nærmest "lille skal". Det tyske Kalotte og franske og engelske calotte bruges med lidt udvidet betydning sammenlignet med det danske ord.